# Stanisław Pawłowicz Naruszewicz

Herb Wadwicz

Stanisław Pawłowicz Naruszewicz herbu Wadwicz (zm. na początku 1589 roku) – kasztelan smoleński w 1588 roku, kasztelan mścisławski ok. 1582 roku, derewniczy wileński w latach 1574–1589, ciwun wileński w latach 1564–1589, sprawca starostwa grodzkiego wileńskiego w 1563 roku.  
Syn Pawła, sekretarza królewskiego i pisarza litewskiego, brat Mikołaja (zm. 1575), sekretarz królewskiego i pisarza litewskiego.
Pełnił obowiązki ciwuna wileńskiego w latach 1564–1589. Jako przedstawiciel Wielkiego Księstwa Litewskiego podpisał akt unii lubelskiej 1569 roku. Około 1582 roku był kasztelanem mścisławskim. Od 1588 do śmierci pełnił urząd kasztelana smoleńskiego.
Trzykrotnie żonaty. Żona Elżbieta (Halszka) Komajewska, marszałkówna litewska, urodziła dwie córki: Barbarę, późniejszą żonę Janusza Tyszkiewicza Skumina, wojewody wileńskiego i Krystynę, żonę Jana Paca, wojewody mińskiego. Z synów: Samuela i Wojciecha, którzy byli bezpotomni.
Druga żona Maryna Połubińska, była wnuczką Wasyla Andrejewicza Połubińskiego, marszałka litewskiego.
Był wyznawcą kalwinizmu.